# سفینه (اردن)
سفینه یک منطقهٔ مسکونی در اردن است که در استان عجلون واقع شده‌است. سفینه ۱٬۵۸۴ نفر جمعیت دارد.